# Élections législatives de 1914 dans l'Aube
 (juillet 2025).
Si vous disposez d'ouvrages ou d'articles de référence ou si vous connaissez des sites web de qualité traitant du thème abordé ici, merci de compléter l'article en donnant les références utiles à sa vérifiabilité et en les liant à la section « Notes et références ».
Les élections législatives de 1914 ont eu lieu les 26 avril et 10 mai 1914.

## Élus
Les élus des élections législatives de 1914 dans l'Aube sont, :
|   | Circonscription  | Député sortant |  | Groupe parlementaire | Député élu                   |  | Groupe parlementaire                |
| - | ---------------- | -------------- |  | -------------------- | ---------------------------- |  | ----------------------------------- |
| 1 | Arcis-sur-Aube   |                |  |                      | Laurent Théveny              |  | Gauche démocratique                 |
| 2 | Bar-sur-Aube     |                |  |                      | Paul Edmond Thierry-Delanoue |  | Gauche démocratique                 |
| 3 | Bar-sur-Seine    |                |  |                      | Paul Meunier                 |  | Républicain socialiste              |
| 4 | Nogent-sur-Seine |                |  |                      | François Bachimont           |  | Parti radical et radical-socialiste |
| 5 | 1re de Troyes    |                |  |                      | Isidore Philbois             |  | Parti socialiste                    |
| 6 | 2e de Troyes     |                |  |                      | Charles Lacotte              |  | Non-inscrit                         |

## Résultats à l'échelle du département
| Partis         | Partis                                           | Premier tour | Premier tour | Deuxième tour | Deuxième tour | Total sièges |
| Partis         | Partis                                           | Voix         | %            | Voix          | %             | Total sièges |
| -------------- | ------------------------------------------------ | ------------ | ------------ | ------------- | ------------- | ------------ |
|                | Section française de l'Internationale ouvrière   | 11494        | 20,94        | 10343         | 24,99         | 1            |
|                | Parti républicain démocratique                   | 10173        | 18,53        | 11336         | 27,38         | 1            |
|                | Fédération républicaine                          | 9202         | 16,76        | 4258          | 10,29         | 1            |
|                | Parti républicain-socialiste                     | 8612         | 15,69        | 5678          | 13,72         | 2            |
|                | Parti républicain, radical et radical-socialiste | 8344         | 15,20        | 9157          | 22,12         | 1            |
|                | Divers                                           | 3379         | 6,16         | 624           | 1,51          | 0            |
|                | Radicaux indépendants                            | 2769         | 5,04         |               |               | 0            |
|                | Républicains indépendants                        | 918          | 1,67         | 0             |               |              |
|                |                                                  |              |              |               |               |              |
| Inscrits       | Inscrits                                         | 73239        | 100,00       | 51877         | 100,00        | 6            |
| Votants        | Votants                                          | 56816        | 77,58        | 41874         | 80,72         |              |
| Abstention     | Abstention                                       | 16423        | 22,42        | 10003         | 19,28         |              |
| Blancs et nuls | Blancs et nuls                                   | 1925         | 2,63         | 478           | 0,92          |              |
| Exprimés       | Exprimés                                         | 54891        | 74,95        | 41396         | 79,80         |              |

## Résultats par arrondissement

### Arrondissement d'Arcis-sur-Aube
| Candidats      | Candidats       | Étiquette               | Premier tour | Premier tour | Deuxième tour | Deuxième tour |
| Candidats      | Candidats       | Étiquette               | Voix         | %            | Voix          | %             |
| -------------- | --------------- | ----------------------- | ------------ | ------------ | ------------- | ------------- |
|                | Laurent Théveny | PRD                     | 3 039        | 42,93        | 3 799         | 50,26         |
|                | Legrand         | PRRRS                   | 2 730        | 38,56        | 3 718         | 49,19         |
|                | Clivot          | Républicain indépendant | 918          | 12,97        |               |               |
|                | Grée            | SFIO                    | 174          | 2,46         |               |               |
|                | Raphaël Adad    | Radical indépendant     | 172          | 2,43         |               |               |
|                | Divers          | Divers                  | 46           | 0,65         | 42            | 0,56          |
|                |                 |                         |              |              |               |               |
| Inscrits       | Inscrits        | Inscrits                | 8 786        | 100,00       | 8 786         | 100,00        |
| Votants        | Votants         | Votants                 | 7 226        | 82,24        | 7 669         | 87,29         |
| Abstention     | Abstention      | Abstention              | 1 560        | 17,76        | 1 117         | 12,71         |
| Blancs et nuls | Blancs et nuls  | Blancs et nuls          | 147          | 2,03         | 110           | 1,43          |
| Exprimés       | Exprimés        | Exprimés                | 7 079        | 97,97        | 7 559         | 98,57         |

### Arrondissement de Bar-sur-Aube
| Candidats      | Candidats                    | Étiquette      | Premier tour | Premier tour |
| Candidats      | Candidats                    | Étiquette      | Voix         | %            |
| -------------- | ---------------------------- | -------------- | ------------ | ------------ |
|                | Paul Edmond Thierry-Delanoue | FR             | 5 445        | 81,45        |
|                | Bernard                      | SFIO           | 1 240        | 18,55        |
|                |                              |                |              |              |
| Inscrits       | Inscrits                     | Inscrits       | 9 794        | 100,00       |
| Votants        | Votants                      | Votants        | 7 316        | 74,70        |
| Abstention     | Abstention                   | Abstention     | 2 478        | 25,30        |
| Blancs et nuls | Blancs et nuls               | Blancs et nuls | 631          | 8,62         |
| Exprimés       | Exprimés                     | Exprimés       | 6 685        | 91,38        |

### Arrondissement de Bar-sur-Seine
| Candidats      | Candidats      | Étiquette      | Premier tour | Premier tour |
| Candidats      | Candidats      | Étiquette      | Voix         | %            |
| -------------- | -------------- | -------------- | ------------ | ------------ |
|                | Paul Meunier   | PRS            | 5 221        | 54,93        |
|                | Sonnet         | Divers         | 2 276        | 23,95        |
|                | Allard         | Divers         | 1 041        | 10,95        |
|                | Grados         | SFIO           | 966          | 10,16        |
|                |                |                |              |              |
| Inscrits       | Inscrits       | Inscrits       | 11 562       | 100,00       |
| Votants        | Votants        | Votants        | 9 681        | 83,73        |
| Abstention     | Abstention     | Abstention     | 1 881        | 16,27        |
| Blancs et nuls | Blancs et nuls | Blancs et nuls | 177          | 1,83         |
| Exprimés       | Exprimés       | Exprimés       | 9 504        | 98,17        |

### Arrondissement de Nogent-sur-Seine
| Candidats      | Candidats          | Étiquette      | Premier tour | Premier tour | Deuxième tour | Deuxième tour |
| Candidats      | Candidats          | Étiquette      | Voix         | %            | Voix          | %             |
| -------------- | ------------------ | -------------- | ------------ | ------------ | ------------- | ------------- |
|                | Flamand            | PRD            | 3 988        | 42,11        | 4 325         | 44,08         |
|                | François Bachimont | PRRRS          | 3 293        | 34,77        | 5 439         | 55,44         |
|                | Valdemar           | SFIO           | 2 190        | 23,12        |               |               |
|                | Divers             | Divers         |              |              | 47            | 0,48          |
|                |                    |                |              |              |               |               |
| Inscrits       | Inscrits           | Inscrits       | 12 011       | 100,00       | 12 010        | 100,00        |
| Votants        | Votants            | Votants        | 9 669        | 80,50        | 9 905         | 82,47         |
| Abstention     | Abstention         | Abstention     | 2 342        | 19,50        | 2 105         | 17,53         |
| Blancs et nuls | Blancs et nuls     | Blancs et nuls | 198          | 2,05         | 94            | 0,95          |
| Exprimés       | Exprimés           | Exprimés       | 9 471        | 97,95        | 9 811         | 99,05         |

### Arrondissement de Troyes

#### 1recirconscription
| Candidats      | Candidats         | Étiquette      | Premier tour | Premier tour | Deuxième tour | Deuxième tour |
| Candidats      | Candidats         | Étiquette      | Voix         | %            | Voix          | %             |
| -------------- | ----------------- | -------------- | ------------ | ------------ | ------------- | ------------- |
|                | Isidore Philbois  | SFIO           | 3 747        | 32,47        | 5 177         | 40,80         |
|                | Lesaché           | FR             | 2 952        | 25,58        | 4 258         | 33,56         |
|                | Lemblin           | PRD            | 2 506        | 21,72        | 3 212         | 25,31         |
|                | Raymond Berniolle | PRRRS          | 2 321        | 20,11        |               |               |
|                | Divers            | Divers         | 13           | 0,11         | 42            | 0,33          |
|                |                   |                |              |              |               |               |
| Inscrits       | Inscrits          | Inscrits       | 16 785       | 100,00       | 16 785        | 100,00        |
| Votants        | Votants           | Votants        | 12 093       | 72,05        | 12 859        | 76,61         |
| Abstention     | Abstention        | Abstention     | 4 692        | 27,95        | 3 926         | 23,39         |
| Blancs et nuls | Blancs et nuls    | Blancs et nuls | 554          | 4,58         | 170           | 1,32          |
| Exprimés       | Exprimés          | Exprimés       | 11 539       | 95,42        | 12 689        | 98,68         |

#### 2ecirconscription
| Candidats      | Candidats       | Étiquette           | Premier tour | Premier tour | Deuxième tour | Deuxième tour |
| Candidats      | Candidats       | Étiquette           | Voix         | %            | Voix          | %             |
| -------------- | --------------- | ------------------- | ------------ | ------------ | ------------- | ------------- |
|                | Charles Lacotte | PRS                 | 3 391        | 31,95        | 5 678         | 50,08         |
|                | Léandre Nicolas | SFIO                | 3 177        | 29,93        | 5 166         | 45,57         |
|                | Moslard         | Radical indépendant | 2 597        | 24,47        |               |               |
|                | Blondont        | FR                  | 805          | 7,59         |               |               |
|                | Chanteclair     | PRD                 | 640          | 6,03         |               |               |
|                | Divers          | Divers              | 3            | 0,03         | 493           | 4,35          |
|                |                 |                     |              |              |               |               |
| Inscrits       | Inscrits        | Inscrits            | 14 301       | 100,00       | 14 296        | 100,00        |
| Votants        | Votants         | Votants             | 10 831       | 75,74        | 11 441        | 80,03         |
| Abstention     | Abstention      | Abstention          | 3 470        | 24,26        | 2 855         | 19,97         |
| Blancs et nuls | Blancs et nuls  | Blancs et nuls      | 218          | 2,01         | 104           | 0,91          |
| Exprimés       | Exprimés        | Exprimés            | 10 613       | 97,99        | 11 337        | 99,09         |